# Худяков Микола Якимович
Мико́ла Яки́мович Худяко́в (13 жовтня 1890 — 26 квітня 1938) — радянський військовий і господарський діяч. Член ВКП(б), колишній есер.

## Життєпис
Народився в Рильську, повітовому місті Курської губернії Російської імперії.
Закінчив Олексіївське військове училище. Учасник Першої світової війни.
У липні 1917 року за антивоєннк агітацію і участь у заколоті, підпоручик М. Я. Худяков був розжалуваний і засуджений до розстрілу. Після Жовтневого перевороту був звільнений з Кам'янець-Подільської фортеці і вибраний командиром 4-го Заамурського прикордонного піхотного полку.
Під час радянсько-української війни очолював червоногвардійські загони на південному сході та сході України. Під тиском українських і австро-німецьких військ залишив територію УНР. За Берестейським мирним договором був інтернований до Радянської Росії.
Брав участь у Громадянській війні в Росії. Воював під Царициним, де командував 1-ю комуністичною стрілецькою дивізією, з грудня 1918 по лютий 1919 року — помічник командувача 10-ю армією.
З березня 1919 року знову воював в Україні: у березні — квітні — член РВР групи військ Харківського напрямку Українського фронту; у квітні — червні — командувач 3-ю українською радянською армією; 24—26 червня — командир 45-ї радянської стрілецької дивізії, пізніше — начальник 57-ї радянської стрілецької дивізії. З січня 1920 року — військовий комісар Херсонської губернії.
Від 1922 року — на господарській роботі, працював у наркоматі шляхів сполучення. У 1925 році — начальник 1-ї Сахалінської урядової комплексної експедиції. Протягом 1926—1929 років — начальник Сахалінських експедицій Геологічного комітету СРСР. У 1930 році очолював 1-шу Камчатську нафтову пошукову експедицію, представлявся до нагородження орденом Леніна.
У 1931 році переведений до Москви: керував відділом главку «Союзгеорозвідка», у 1934—1936 роках — директор Центрального науково-дослідницького геолого-розвідувального інституту (ЦНДГРІ). Наприкінці 1936 року призначений начальником Главникельолова наркомату важкої промисловості СРСР.
17 січня 1938 року заарештований за звинуваченням у контрреволюційній терористичній організації. 26 квітня 1938 року Військовою колегією Верховного суду СРСР визнаний винним і засуджений до вищої міри покарання. Того ж дня розстріляний. Похований на полігоні «Комунарка». У 1955 році посмертно реабілітований.

## Нагороди
- Георгіївський хрест 4-го ступеня.
- Георгіївський хрест 3-го ступеня.
- Орден Святого Станіслава 3-го ступеня з мечами і бантом.
- Орден Червоного Прапора РСФРР (1923 рік).